# Temporada 1950-1951 del FC Barcelona
Les dades més destacades de la temporada 1950-1951 del Futbol Club Barcelona són les següents:

## Plantilla
Fonts:
|     |                         |      | Total | Total | Campionat de Lliga | Campionat de Lliga | Copa del Generalíssim | Copa del Generalíssim |
| P   | Jugador                 | País | PT    | Gols  | PT                 | Gols               | PT                    | Gols                  |
| --- | ----------------------- | ---- | ----- | ----- | ------------------ | ------------------ | --------------------- | --------------------- |
| POR | Antoni Ramallets        |      | 27    | -42   | 20                 | -38                | 7                     | -4                    |
| POR | Juan Zambudio Velasco   |      | 11    | -23   | 10                 | -23                | 1                     |                       |
| DEF | Gustau Biosca           |      | 32    |       | 25                 |                    | 7                     |                       |
| DEF | Joan Segarra            |      | 30    | 1     | 23                 |                    | 7                     | 1                     |
| DEF | Francesc Calvet         |      | 24    | 4     | 17                 | 4                  | 7                     |                       |
| DEF | José María Martín       |      | 24    |       | 21                 |                    | 3                     |                       |
| DEF | Josep Puig "Curta"      |      | 8     | 1     | 8                  | 1                  |                       |                       |
| DEF | Antoni Esteve Corró     |      | 0     |       |                    |                    |                       |                       |
| DEF | Pedrín                  |      | 0     |       |                    |                    |                       |                       |
| MIG | Marià Gonzalvo          |      | 30    | 4     | 24                 | 3                  | 6                     | 1                     |
| MIG | Miklos Szegedi          |      | 29    | 2     | 28                 | 2                  | 1                     |                       |
| MIG | Josep Seguer            |      | 27    | 2     | 21                 | 2                  | 6                     |                       |
| MIG | Miquel Torra            |      | 1     |       | 1                  |                    |                       |                       |
| MIG | Salvador Sagrera        |      | 0     |       |                    |                    |                       |                       |
| DAV | Estanislau Basora       |      | 36    | 16    | 30                 | 16                 | 6                     |                       |
| DAV | César Rodríguez         |      | 34    | 33    | 27                 | 29                 | 7                     | 4                     |
| DAV | Marcos Aurelio Di Paulo |      | 27    | 10    | 27                 | 10                 |                       |                       |
| DAV | Mateo Nicolau           |      | 24    | 8     | 19                 | 5                  | 5                     | 3                     |
| DAV | Eduard Manchón          |      | 12    | 4     | 12                 | 4                  |                       |                       |
| DAV | Emilio Aldecoa          |      | 7     | 1     |                    |                    | 7                     | 1                     |
| DAV | Laszlo Kubala           |      | 7     | 6     |                    |                    | 7                     | 6                     |
| DAV | Lluís Aloy              |      | 6     | 2     | 6                  | 2                  |                       |                       |
| DAV | Josep Canal             |      | 3     | 1     | 3                  | 1                  |                       |                       |
| DAV | Joaquim Tejedor         |      | 3     | 2     | 3                  | 2                  |                       |                       |
| DAV | Jaime Escudero          |      | 2     |       | 2                  |                    |                       |                       |
| DAV | Josep Vila              |      | 2     |       | 2                  |                    |                       |                       |
| DAV | Jaume Peiró             |      | 2     | 1     | 1                  |                    | 1                     | 1                     |
| DAV | Francisco Cánovas       |      | 0     |       |                    |                    |                       |                       |
| DAV | Antonio Matamala        |      | 0     |       |                    |                    |                       |                       |
| DAV | Juan Rodríguez Aretio   |      | 0     |       |                    |                    |                       |                       |
| DAV | Manuel Badenes          |      | 0     |       |                    |                    |                       |                       |

## Classificació
| Competició            | Pos. | P  | PG | PE | PP | GF | GC | Campió                  |
| --------------------- | ---- | -- | -- | -- | -- | -- | -- | ----------------------- |
| Campionat de Lliga    | 4t   | 30 | 16 | 3  | 11 | 83 | 61 | Club Atlético de Madrid |
| Copa del Generalíssim | C    | 7  | 6  | 1  | 0  | 17 | 4  | CF Barcelona            |

## Resultats
NOTA: En ésta Temporada y con la llegada de: Ferdinand Daucik, como entrenador del primer equipo. No hubo un equipo Reserva, al ser: LA ESPAÑA INDUSTRIAL, considerado equipo filial. Se mantuvieron los 2 equipos Amateurs: A y B, y se incorporaron 2 equipos más de: Juveniles. El equipo filial: LA ESPAÑA INDUSTRIAL, ganó la Final de: Copa Catalana al Mataró por: 4-2. El Amateur principal, ganó el Campeonato Catalán d'Aficionados, al ganar por 2-1 al Espanyol en Sarrià. El Juvenil principal, ganó al Lérida por 5-0, el Campeonato Catalán de Juveniles, y el d'España al Sueca por 5-1. Kubala fichado por el Barça, jugó sólo partidos amistosos hasta el: 29-04-51, en que debutó ya en la Copa del Generalísimo. Su nacionalización se publicó en el B.O.E. el: 28-06-51, y con fecha efectiva de: 01-06-51

| AMISTOSOS                                                 | Gols                                                                                       |
| --------------------------------------------------------- | ------------------------------------------------------------------------------------------ |
| 27-08-50 SANS-BARCELONA 0-4                               | Escudero 2, Canovas                                                                        |
| 30-08-50 VILAFRANCA-BARCELONA 2-6                         | Canovas 2, Jimenez 2, Aloy, Cesar                                                          |
| 02-09-50 GRANOLLERS-BARCELONA 2-5                         | Marcos Aurelio 2, Basora 2, Aloy                                                           |
| 08-09-50 OLOT - BARCELONA 2-8                             | Badenes 2, Leandro 2, Matamala, Silva, Abella, Sanxo (p.)                                  |
| 12-10-50 BARCELONA-OSASUNA 4-0                            | Escudero (25, 64), Kubala (35), Aloy (78)                                                  |
| 01-11-50 BARCELONA-ZARAGOZA 4-3                           | Aloy (14), Kubala (48, 78, 85)                                                             |
| 24-12-50 BARCELONA - FSV FRANKFURT 4-1                    | Basora (10, 22), Kubala (17, 80)                                                           |
| 25-12-50 BARCELONA - FSV FRANCFURT 10-4                   | Kubala (37, 83), Marcos Aurelio (38, 74, 87), Seguer (60), Cesar (64, 67, 88), Basora (72) |
| 03-01-51 VILAFRANCA - BARCELONA 1-1                       | Serratusell (59)                                                                           |
| 24-01-51 MANRESA - BARCELONA 2-7                          | Kubala 4, Vila E. 2, Canal                                                                 |
| 27-01-51 MATARO - BARCELONA 1-4                           | Serratusell, Kubala 2, Vila E.                                                             |
| 11-02-51 BARCELONA-GIRONA 2-2                             | Kubala (34, 75)                                                                            |
| 18-02-51 BARCELONA-BADALONA 2-4                           | Marcos Aurelio (30, 88)                                                                    |
| 21-02-51 MANRESA - BARCELONA 0-3                          | Torra, Kubala, Chawko                                                                      |
| 03-05-51 GRANOLLERS - BARCELONA 1-2                       | Manchon 2                                                                                  |
| 03-06-51 BARCELONA - HULL CITY 5-3                        | Macala 3, Kubala 5, Cesar (13, 62), Escudero (40)                                          |
| 29-06-51 TROFEO TERESA HERRERA BARCELONA - YOUNG BOYS 4-2 | Kubala (11, 75), Cesar (71), Martin (74)                                                   |
| 29-06-51 TOSSA DE MAR - BARCELONA sense dades             |                                                                                            |
| 01-07-51 GIRONA - BARCELONA 2-6                           | Ujlaki 3, Kubala 2, Torra                                                                  |
| 08-07-51 VIC - BARCELONA 2-2                              | Torra, Manchon                                                                             |
| 15-07-51 SANTS - BARCELONA sense dades                    |                                                                                            |

| Campionat de Lliga |

| 10 setembre 1950 | CF Barcelona                                                    | 8 - 2 | Reial Societat       | Barcelona                                          |  |
| Jornada 1        | Aloy 11' · César 14' 26' 61' 89' · Basora 15' 80' · Szegedi 85' |       | Basabe 4' · Igoa 22' | Camp de les Corts · Fombona Fernández (Asturies) · |  |

| 17 setembre 1949 | Club Atlético de Madrid                                               | 6 - 4 | CF Barcelona                         | Madrid                                    |  |
| Jornada 2        | Escudero 8' 50' · Mújica 17' · Durán 27' · Carlsson 48' · Juncosa 88' |       | Marco Aurelio 3' 78' · César 53' 89' | Estadio Metropolitano · Pérez Rodríguez · |  |

| 24 setembre 1950 | CF Barcelona                                                                        | 7 - 2 | Reial Madrid CF          | Barcelona                                          |  |
| Jornada 3        | Nicolau 9' 56' · César 14' · Marcos Aurelio 39' 88' · Gonzalvo III 62' · Basora 82' |       | Molowny 15' · García 66' | Camp de les Corts · García Fernández (Cantabria) · |  |

| 1 octubre 1950 | Real Murcia CF              | 3 - 2 | CF Barcelona           | Múrcia                                                   |  |
| Jornada 4      | Hériz 30' · Calsita 39' 52' |       | César 57' · Calvet 74' | Estadio de la Condomina · Bienzobas Ocáriz (Guipúscoa) · |  |

| 8 octubre 1950 | CF Barcelona            | 2 - 1 | València CF    | Barcelona                                  |  |
| Jornada 5      | César 73' · Manchón 81' |       | Pasieguito 88' | Camp de les Corts · Arque Martín (Aragó) · |  |

| 15 octubre 1950 | Real Valladolid CD | 1 - 0 | CF Barcelona | Valladolid                                               |  |
| Jornada 6       | Munné 75'          |       |              | Estadio Municipal de Zorrilla · Asensi Martín (Centre) · |  |

| 22 octubre 1950 | CF Barcelona                                                     | 6 - 1 | UD Lleida    | Barcelona                           |  |
| Jornada 7       | Marcos Aurelio 1' 48' · Manchón 16' · Basora 17' · César 36' 71' |       | Pellicer 68' | Camp de les Corts · Trapote López · |  |

| 29 octubre 1950 | Real Santander SD          | 2 - 2 | CF Barcelona                  | Santander                                                    |  |
| Jornada 8       | Echeveste 3' · Mahjoub 46' |       | Marcos Aurelio 5' · César 68' | Campos de Sport del Sardinero · Zariquiegui Izco (Navarra) · |  |

| 5 novembre 1950 | CF Barcelona                                                      | 6 - 0 | CE Alcoià | Barcelona                                      |  |
| Jornada 9       | César 19' 26' · Manchón 38' 56' · Basora 41' · Marcos Aurelio 89' |       |           | Camp de les Corts · Marrón Martínez (Centre) · |  |

| 12 novembre 1950 | RC Celta de Vigo | 2 - 2 | CF Barcelona            | Vigo                                          |  |
| Jornada 10       | Sobrado 44' 65'  |       | Basora 35' · Seguer 67' | Estadi de Balaídos · Asensi Martín (Centre) · |  |

| 19 novembre 1950 | CF Barcelona                   | 2 - 2 | RC Deportivo de la Coruña | Barcelona                                          |  |
| Jornada 11       | César 62' · Marcos Aurelio 72' |       | Oswaldo 67' · Tino 87'    | Camp de les Corts · Fombona Fernández (Astúries) · |  |

| 26 novembre 1950 | CD Málaga                              | 3 - 1 | CF Barcelona | Màlaga                               |  |
| Jornada 12       | Torres 16' · Camer 31' · Rodríguez 80' |       | César 74'    | Estadi La Rosaleda · Trapote López · |  |

| 3 desembre 1950 | CF Barcelona                                  | 4 - 1 | Sevilla CF | Barcelona                                          |  |
| Jornada 13      | César 13' 44' · Aloy 18' · Guillamón (pp) 85' |       | Araujo 9'  | Camp de les Corts · García Fernández (Cantabria) · |  |

| 10 desembre 1950 | CF Barcelona                   | 4 - 1 | RCD Espanyol | Barcelona                      |  |
| Jornada 14       | Nicolau 7' 88' · César 17' 59' |       | Egea 29'     | Camp de les Corts · Jauregui · |  |

| 17 desembre 1950 | Club Atlético de Bilbao                          | 4 - 3 | CF Barcelona              | Bilbao                                        |  |
| Jornada 15       | Iriondo 26' · Zarra 67' · Gainza 76' · Garay 80' |       | César 3' 71' · Basora 40' | Estadi San Mamés · Marrón Martínez (Centre) · |  |

| 31 desembre 1950 | Reial Societat         | 3 - 1 | CF Barcelona | Sant Sebastià                              |  |
| Jornada 16       | Epi 4' 30' · Pérez 56' |       | Basora 66'   | Estadi d'Atotxa · Asensi Martín (Centre) · |  |

| 7 gener 1951 | CF Barcelona               | 3 - 0 | Club Atlético de Madrid | Barcelona                      |  |
| Jornada 17   | César 47' · Basora 54' 79' |       |                         | Camp de les Corts · Jauregui · |  |

| 14 gener 1951 | Reial Madrid CF               | 4 - 1 | CF Barcelona | Madrid                               |  |
| Jornada 18    | Narro 8' 17' 29' · Pahiño 13' |       | Canal 31'    | Estadi Chamartín · Pérez Rodríguez · |  |

| 21 gener 1951 | CF Barcelona           | 2 - 1 | Real Murcia CF | Barcelona                                          |  |
| Jornada 19    | César 21' · Basora 83' |       | Raphy 22'      | Camp de les Corts · Bienzobas Ocáriz (Guipúscoa) · |  |

| 28 gener 1951 | València CF                                                | 4 - 2 | CF Barcelona                  | València                       |  |
| Jornada 20    | Badenes 34' · Pasieguito 75' · Gago 76' · Velasco (pp) 80' |       | Basora 19' · Gonzalvo III 67' | Estadi de Mestalla · Galende · |  |

| 4 febrer 1951 | CF Barcelona                       | 3 - 1 | Real Valladolid CD | Barcelona                         |  |
| Jornada 21    | César 15' · Basora 36' · Curta 77' |       | Aldecoa 71'        | Camp de les Corts · Rivero Lecu · |  |

| 25 febrer 1951 | UD Lleida | 0 - 3 | CF Barcelona                                      | Lleida                         |  |
| Jornada 22     |           |       | César 13' · Gonzalvo III 16' · Marcos Aurelio 79' | Camp del Choperal · Jauregui · |  |

| 4 març 1951 | CF Barcelona                    | 2 - 1 | Real Santander SD | Barcelona                                    |  |
| Jornada 23  | Seguer 33' · Ruiz Toro (pp) 85' |       | Echeveste 11'     | Camp de les Corts · Asensi Martín (Centre) · |  |

| 11 març 1951 | CE Alcoià | 0 - 1 | CF Barcelona | Alcoi                                           |  |
| Jornada 24   |           |       | César 44'    | Estadi del Collao · Zariquegui Izco (Navarra) · |  |

| 18 març 1951 | CF Barcelona                        | 3 - 1 | RC Celta de Vigo | Barcelona                                          |  |
| Jornada 25   | Calvet 15' · César 76' · Basora 89' |       | Merkele 67'      | Camp de les Corts · Bienzobas Ocáriz (Guipúscoa) · |  |

| 25 març 1951 | RC Deportivo de la Coruña | 2 - 0 | CF Barcelona | La Corunya                                                  |  |
| Jornada 26   | Oswaldo 38' · Rabade 85'  |       |              | Estadi Municipal de Riazor · Fombona Fernández (Astúries) · |  |

| 1 abril 1951 | CF Barcelona                                                              | 7 - 2 | CD Málaga                  | Barcelona                      |  |
| Jornada 27   | Tejedor 16' 46' · Calvet 33' 37' · Szegedi 35' · Nicolau 78' · Basora 89' |       | Torres 28' · Rodríguez 64' | Camp de les Corts · Jauregui · |  |

| 8 abril 1951 | Sevilla CF                      | 4 - 0 | CF Barcelona | Sevilla                                            |  |
| Jornada 28   | Ayala 15' 21' · Herrera 44' 55' |       |              | Estadio de Nervión · Tamarit Falguera (València) · |  |

| 15 abril 1951 | RCD Espanyol                                         | 6 - 0 | CF Barcelona | Barcelona                        |  |
| Jornada 29    | Grau 15' 30' · Arcas 28' 88' · Marcet 32' · Egea 48' |       |              | Estadi de Sarrià · Rivero Lecu · |  |

| 22 abril 1951 | CF Barcelona           | 2 - 1 | Club Atlético de Bilbao | Barcelona                      |  |
| Jornada 30    | Basora 39' · César 78' |       | Artetxe 56'             | Camp de les Corts · Jauregui · |  |

| Copa del Generalíssim |

| 29 abril 1951         | Sevilla CF | 1 - 2 | CF Barcelona    | Sevilla              |  |
| Primera ronda - anada | Araujo 79' |       | Nicolau 13' 31' | Estadio de Nervión · |  |

| 3 maig 1951             | CF Barcelona                        | 3 - 0 | Sevilla CF | Barcelona           |  |
| Primera ronda - tornada | Kubala 24' · Peiró 66' · Basora 73' |       |            | Camp de les Corts · |  |

| 6 maig 1951             | Club Atlético de Tetuán | 1 - 3 | CF Barcelona   | Tetuan           |  |
| Quarts de final - anada | Chicha                  |       | Kubala · César | Estadio Varela · |  |

| 10 maig 1951              | CF Barcelona                     | 4 - 1 | Club Atlético de Tetuán | Barcelona           |  |
| Quarts de final - tornada | Segarra 12' · Kubala 22' 57' 60' |       | Chicha 70'              | Camp de les Corts · |  |

| 13 maig 1951       | CF Barcelona | 0 - 0 | Club Atlético de Bilbao | Barcelona           |  |
| Semifinals - anada |              |       |                         | Camp de les Corts · |  |

| 20 maig 1951               | Club Atlético de Bilbao | 1 - 2 | CF Barcelona           | Bilbao                |  |
| 17:00 Semifinals - tornada | Panizo 76'              |       | Nicolau 4' · César 38' | Estadi de San Mamés · |  |

| 27 maig 1951 | CF Barcelona                     | 3 - 0 | Reial Societat | Madrid                                                              |  |
| 17:15 Final  | César 31' 67' · Gonzalvo III 44' |       |                | Estadi de Chamartín · 75.000 espectadors · Asensi Martín (Centre) · |  |